# Riu Nelson
El riu Nelson (en anglès  Nelson River ) és un riu que es troba al centre-nord d'Amèrica del Nord, a la província canadenca de Manitoba. El riu pròpiament dit té una llargada de 644 quilòmetres, entre el llac Winnipeg i la badia de Hudson, però si es tenen en compte els nombrosos afluents que van a parar al llac Winnipeg, la seva llargada augmenta fins als 2.575 km, amb un cabal mitjà de 2.370 metres cúbics per segon i una conca hidrogràfica de 892.300 quilòmetres quadrats, dels quals 180.000 quilòmetres quadrats es troben als Estats Units.

## Geografia
El riu discorre a través de l'escut canadenc, des del llac Playgreen a l'extrem nord del llac Winnipeg, tot passant per les comunitats de Cross Lake, Sipiwesk Lake, Split Lake i Stephens Lake.En drenar el llac Winnipeg, el riu Nelson és el darrer tram del gran sistema format pel riu Saskatchewan, el Red River i el riu Winnipeg. El riu desemboca a la badia de Hudson, a Port Nelson, actualment una ciutat fantasma, al nord del riu Hayes i York Factory. Altres comunitats riu amunt són Bird, Sundance, Long Spruce, Gillam, Split Lake, Arnot, Cross Lake i Norway House.

## Història
El nom li va ser donat per Sir Thomas Button, un explorador gal·lès que va hivernar a la seva desembocadura el 1612, en record al capità Robert Nelson, que va morir allà. L'àrea va ser disputada pels comerciants de pells, tot i que finalment va ser el proper riu Hayes la principal ruta cap a l'interior a la zona. Fort Nelson, una històrica base comercial de la Companyia de la Badia de Hudson, es trobava a la desembocadura del riu Nelson a la badia de Hudson i va ser un centre d'operacions clau durant el segle xviii. Actualment el gran volum d'aigua és emprat per a la generació d'energia hidroelèctrica. Les inundacions de terres causades per la construcció de diverses preses del riu han provocat agres disputes amb les Primeres Nacions, tot i que durant la dècada de 1970 es va firmar el  Northern Flood Agreement (Acord d'inundació del nord) per compensar els danys causats per la pèrdua de terres per l'augment del nivell de l'aigua.